# Bordverpflegung

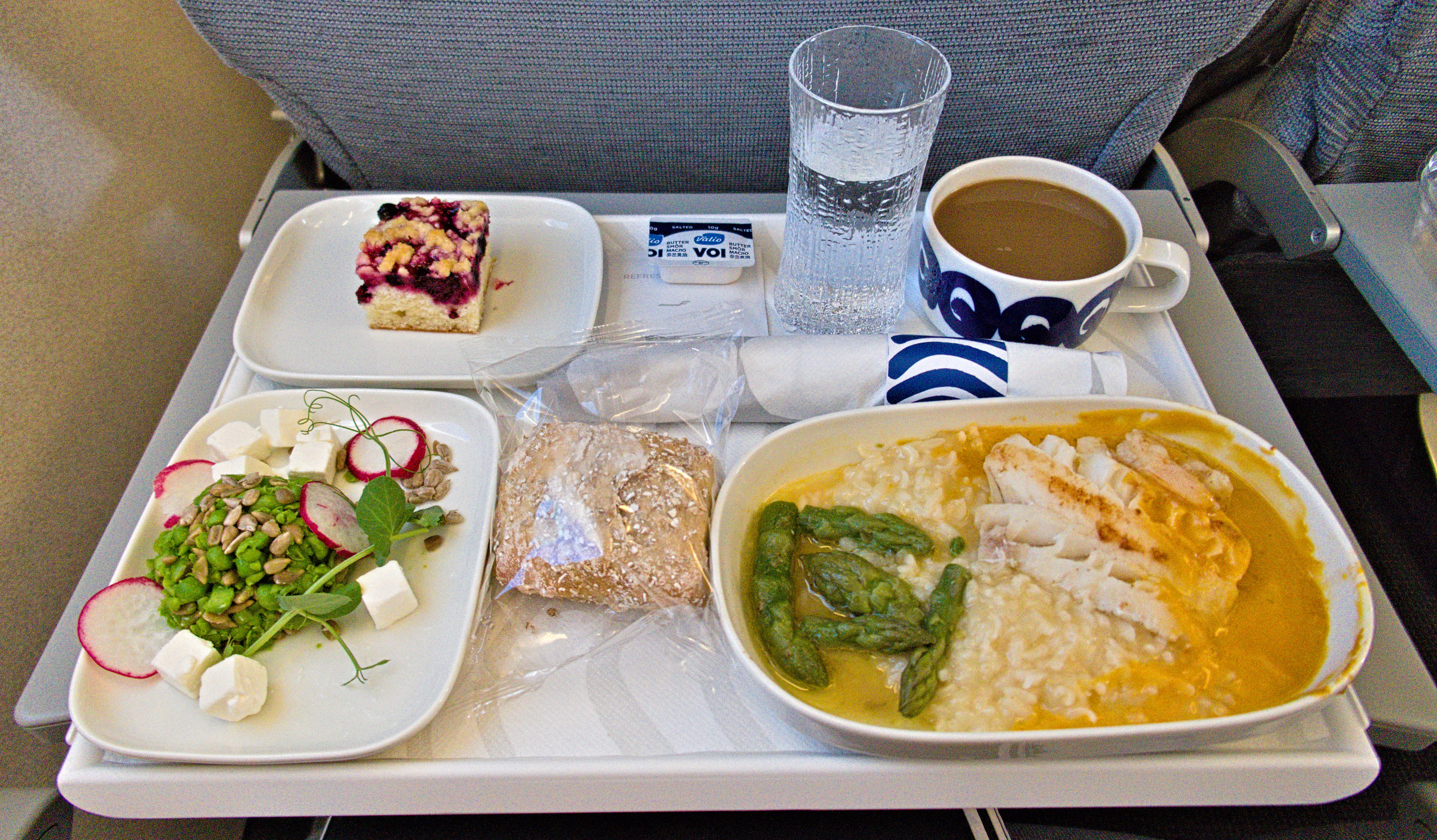
Bordverpflegung, serviert in einer Embraer 190, geflogen von Norra/Finnair

Bordverpflegung ist ein Sammelbegriff für Verpflegung an Bord von Luftschiffen und Flugzeugen oder bei der Marine, der ursprünglich in der Schifffahrt entstanden ist.

## Beschreibung
Neben der klassischen Bordverpflegung in der Schifffahrt bezeichnet Bordverpflegung (auch Airline-Catering, umgangssprachlich Flugzeugessen) die Beköstigung von Flugpassagieren und des fliegenden Personals an Bord von Verkehrsflugzeugen und umfasst neben Speisen auch die Versorgung mit Getränken. Die Bereitstellung und Verteilung der Bordverpflegung wird vom Personal des Bordienstes wahrgenommen. Marktführer unter den Anbietern von Bordverpflegungen ist die Lufthansa-Tochter LSG Sky Chefs mit einem Marktanteil von weltweit knapp 30 Prozent. Weitere große Mitbewerber sind Do & Co, Gate Gourmet und Servair.

## Geschichte
Ab 1911 betrieb die DELAG als erste Fluggesellschaft der Welt den Passagierdienst mit dem Zeppelin LZ 10 „Schwaben“. LZ 10 war das erste Luftfahrzeug mit einem Steward an Bord, der als Heinrich Kubis in die Geschichte einging. „Um das Wohl der Passagiere der Schwaben kümmerte man sich in einer holzgetäfelten Passagiergondel mit feinen Speisen und korrespondierenden Weinen.“
Bei Flugzeugen wurde die erste Bordverpflegung 1928 zwischen Wien und Berlin serviert. Die amerikanische Fluggesellschaft United Airlines ließ als erste die Bordverpflegung von Beginn an von uniformierten Stewardessen aus Trolleys servieren, während bei anderen Fluggesellschaften die Copiloten Sandwiches an die Passagiere aushändigten. Weil es immerzu Hühnchen gab, brachte es United Airlines den Spitznamen „the fried chicken airline“ ein. Es gab echtes Geschirr und Besteck, das bis 1938 nach der Benutzung entsorgt wurde. Die United-Stewardessen füllten am Flughafen Warmhalte-Container mit vorgekochten Speisen, die an Bord bis zu zwei Stunden auf Esstemperatur gehalten werden konnten, was jedoch der Qualität abträglich war. Dann um 1945 führte Pan American den Konvektionsofen ein, der das Erhitzen tiefgefrorener Speisen an Bord ermöglichte. Die Passagiere aßen von Kissen, die sich auf den Schoß legten, bis später die klappbaren „Tische“ an den Rückseiten der Rückenlehnen angebracht wurden. Die ersten tiefgefrorenen und an Bord erhitzten 3-Gänge-Menüs (Fleisch, Kartoffeln, Gemüse) in einer Menüschale wurden von Pan American 1946 serviert.

## Zubereitung
Die Speisen werden bereits lange vor dem Flug von einem Cateringservice zubereitet. Häufig wird das Gericht auch durch den Caterer gefroren und vor dem Flug aufgetaut. Das Essen wird an Bord des Flugzeugs in der Galley in der Regel mit Dampf aufgewärmt. Bei Hauptmahlzeiten und vornehmlich zum Frühstück werden im Flugzeug oft Brötchen bzw. Croissants aufgebacken. Die Speisen sind stärker gewürzt als am Boden üblich, da das Geschmacksempfinden in der Höhe abnimmt.
In der Anfangszeit der kommerziellen Luftfahrt wurden die Speisen an Bord zubereitet wie in einer echten Küche, wobei eigens ein Koch mitflog, z. B. bei der Lufthansa. Bei einigen Fluglinien wie Austrian Airlines und Turkish Airlines werden zumindest Reisende der Business Class auch heute noch von einem mitfliegenden Koch betreut.

## Servieren
Speisen und Getränke werden meist von Speisewagen (Trolleys) aus serviert, die die Flugbegleiter durch die Gänge fahren, außer in sehr kleinen Flugzeugen und in höheren Klassen. Bei warmen Gerichten wird zunächst das Essen und dann in einem zweiten Durchgang das Getränk gereicht; der Grund hierfür ist die mangelnde Kapazität der Speisewagen. Die Getränke werden aus Flaschen oder – häufiger – aus Getränkedosen oder Kannen am Platz in Trinkbehälter umgefüllt und serviert. Die Mehrzahl der kalten Getränke stammt aus Getränkekartons (Gewichtsersparnis). Aus Ästhetikgründen wird in den gehobenen Klassen jedoch meist aus Flaschen ausgeschenkt.
Auf Langstrecken ist es in der Economy-Klasse üblich, zwischen den Mahlzeiten und während der Pause des Personals in der Galley gefüllte Plastikbecher zur Selbstbedienung bereitzustellen.
Einige Fluggesellschaften geben eine Menükarte aus, damit die Passagiere in Ruhe ihre Wahl treffen können.

## Qualität
Die Qualität und Auswahl richtet sich nach der Fluggesellschaft (Qualitätsanspruch und Herkunftsland), der Dauer des Fluges und der Beförderungsklasse. Einerseits hat sich angesichts vieler Mitbewerber die Bordverpflegung in den letzten Jahren gebessert, andererseits ist es insbesondere auf europäischen Strecken angesichts erhöhten Preisdrucks durch diverse Billigfluganbieter auch deutlich ‚schlichter‘ geworden. Mahlzeiten, deren Qualität mit frisch zubereiteten Speisen in Restaurants vergleichbar wäre, sind in Verkehrsflugzeugen nicht möglich, da die Speisen teilweise 20 Stunden alt sind. Die Passagiere der gehobenen Klasse erhalten ein völlig anderes (Gourmet)-Essen, das sich sowohl qualitativ als auch vom Servieren her erheblich von dem der einfachen Klasse unterscheidet; in den gehobenen Klassen können Menüs gewählt werden, und es wird in Gängen serviert.
In den gehobenen Klassen wird die Bordverpflegung fast immer auf Porzellangeschirr serviert. Getränke werden in Gläsern oder Porzellantassen statt in Kunststoff- oder Pappbechern gereicht. In der Ersten Klasse werden Hauptmahlzeiten in aller Regel auf Tischdecken serviert. In den gehobenen Klassen wird auch ein vielfältigeres Angebot als in anderen Klassen geboten, außerdem gibt es dort erheblich mehr Zwischenmahlzeiten.

## Umfang
Der Umfang der Verpflegung ist abhängig von der gebuchten Beförderungsklasse und der Flugdauer. Auf Flügen, die zu kurz sind, um warme Speisen zu servieren, werden in der Regel Gerichte der Kalten Küche sowie ggf. kleine Snacks wie z. B. Erdnüsse, Salzstangen o. Ä. serviert. Auf Kurzstrecken, die selbst hierfür keine Zeit bieten, werden warme und kalte Getränke serviert.

### First- und Business-Klasse
In den gehobenen Beförderungsklassen mancher Airlines beginnt der Bordservice bereits vor dem Abflug mit einem Glas Champagner oder Orangensaft. Nach dem Abheben werden von den Flugbegleitern Bestellungen entgegengenommen, wobei man zwischen mehreren Menüs aus Fleisch, Fisch oder Gemüse wählen kann. Auch die Gardauer des Steaks (z. B. medium) kann man wählen. Die Weinkarte ist vor allem in der First Class reichhaltig, auch wenn sie natürlich nicht mit einem Restaurant am Boden mithalten kann. Jeder Gang wird einzeln serviert, man kann zu jeder Speise auch einen anderen Wein bestellen.

### Economy-Klasse
Art, Umfang und Qualität der Verpflegung in der Touristenklasse (Economy) hängen stark von Fluggesellschaft und Herkunftsland ab. Während beispielsweise die großen US-amerikanischen Gesellschaften mit Hinweis auf Sparzwänge die Bordverpflegung für die Economy Class in den vergangenen Jahren teils erheblich eingeschränkt haben (besonders im Inlandsverkehr), bieten insbesondere einige Fluggesellschaften aus dem Nahen Osten und verschiedenen asiatischen Staaten auch in der Economy Class einen hochwertigen, umfangreichen Mahlzeitenservice.
Die Gestaltung der verschiedenen Mahlzeiten hängt ebenfalls stark vom Herkunftsland ab. Bei Fluggesellschaften aus Ländern, in denen ein warmes Frühstück allgemein üblich ist, wird auch in der Economy Class häufig eine warme Komponente gereicht; ansonsten besteht es zumeist aus aufgebackenen Brötchen und entsprechendem Belag, Obst, Gebäck oder ähnlichem. Das Mittag- und das Abendessen bestehen häufig jeweils aus einer kleinen Vorspeise, einem warmen Hauptgericht mit kleinen Beilagen (bei den meisten Fluggesellschaften kann man zwischen zwei, bei einigen wenigen zwischen drei verschiedenen Hauptgerichten wählen) und einem Nachtisch. Auf Flügen in Länder mit einem hohen Anteil an sich vegetarisch ernährenden Menschen (z. B. Indien) wird in der Regel standardmäßig jeweils eine vegetarische und eine nicht-vegetarische Komponente angeboten.
Bei rechtzeitiger Vorbestellung bieten die meisten Gesellschaften außerdem verschiedene Spezialmenüs anstelle der gewöhnlichen Bordverpflegung zumeist ohne Aufpreis an. Hierzu gehören neben koscheren und weiteren Menüs für Menschen mit anderen besonderen religiösen Ernährungsvorschriften vor allem vegetarische und vegane Speisen. Auch für Personen mit verschiedenen Nahrungsmittelallergien werden diverse Menüs angeboten. Viele Gesellschaften ermöglichen darüber hinaus die Bestellung von Spezialgerichten für Menschen mit besonderen persönlichen Vorlieben, z. B. eine Fruchtplatte anstelle eines normalen Menüs. Auch ein Kindermenü anstelle des gewöhnlichen Bordessens kann bei manchen Gesellschaften geordert werden.

## Kosten
Während die meisten Fluggesellschaften die Kosten für die Verpflegung in den Flugpreis einkalkuliert haben, ist für Passagiere von Billigfluggesellschaften das Essen kostenpflichtig, aber auch optional. Im Laufe der 2010er Jahre haben auch viele Fluggesellschaften oberhalb des Billigflugniveaus die kostenlose Versorgung mit Speisen und Getränken eingestellt und geben diese nur noch gegen teils recht hohe Bezahlung ab.

## Catering Codes
Intern versehen Fluggesellschaften und Caterer verschiedene Menükombinationen und Sondermenüs mit international einheitlichen Abkürzungen:
| AVML | Asian Vegetarian Meal     | asiatisches, vegetarisches Essen mit Reis (indische Art)                                 |
| BBML | Infant/Baby Meal          | Kleinkinderessen                                                                         |
| BLML | Bland/Soft Meal           | gewürzarmes, mildes Essen                                                                |
| CHML | Childs Meal               | Kinderessen                                                                              |
| DBML | Diabetic Meal             | Diabetikeressen                                                                          |
| FFML | Frequent Flyer Meal       | persönliche Leibspeise für Stammkunden                                                   |
| FPML | Fruit Platter (Meal)      | Früchteplatte                                                                            |
| FSML | Fish Meal                 | Fischessen                                                                               |
| GFML | Gluten Free Meal          | Gluten-freies Essen                                                                      |
| HFML | High Fibre Meal           | ballaststoffreiches Essen                                                                |
| HNML | Hindu Meal                | Hindu-Essen                                                                              |
| JNML | Jain Meal                 | Jain-Essen (alles Obst und Gemüse, das nicht unter der Erde wächst; sowie Milchprodukte) |
| KSML | Kosher Meal               | koscheres Essen                                                                          |
| LCML | Low Calorie Meal          | kalorienarmes Essen                                                                      |
| LFML | Low Cholesterol Meal      | fettarmes Essen                                                                          |
| LPML | Low Protein Meal          | eiweißarmes Essen                                                                        |
| LSML | Low Sodium Meal           | natriumarmes (salzarmes) Essen                                                           |
| MOML | Moslem Meal               | muslimisches Essen                                                                       |
| NLML | Non-Lactose Meal          | milchzuckerfreies Essen                                                                  |
| NSML | No Salt Meal              | salzfreies Essen                                                                         |
| ORML | Oriental Meal             | orientalisches chinesisches Essen (chinesische Art)                                      |
| PRML | Low Purin Meal            | purinarmes Essen                                                                         |
| RVML | Raw Vegetarian Meal       | vegetarisches rohes Essen                                                                |
| SFML | Sea Food Meal             | Fisch- und Meeresfrüchte                                                                 |
| SPML | Special Meal              | bestelltes Spezialessen für Passagiere (z. B. Jain-Essen)                                |
| VGML | Vegetarian Meal Non Dairy | vegetarisches Essen ohne Milchprodukte (vegan)                                           |
| VLML | Vegetarian Meal Lacto Ovo | lactoovovegetarisches Essen (siehe: Vegetarische Küche)                                  |
| WVML | Western Vegetarian Meal   | vegetarisches Essen (europäische Art)                                                    |

## Abbildungen
(Beispiele)

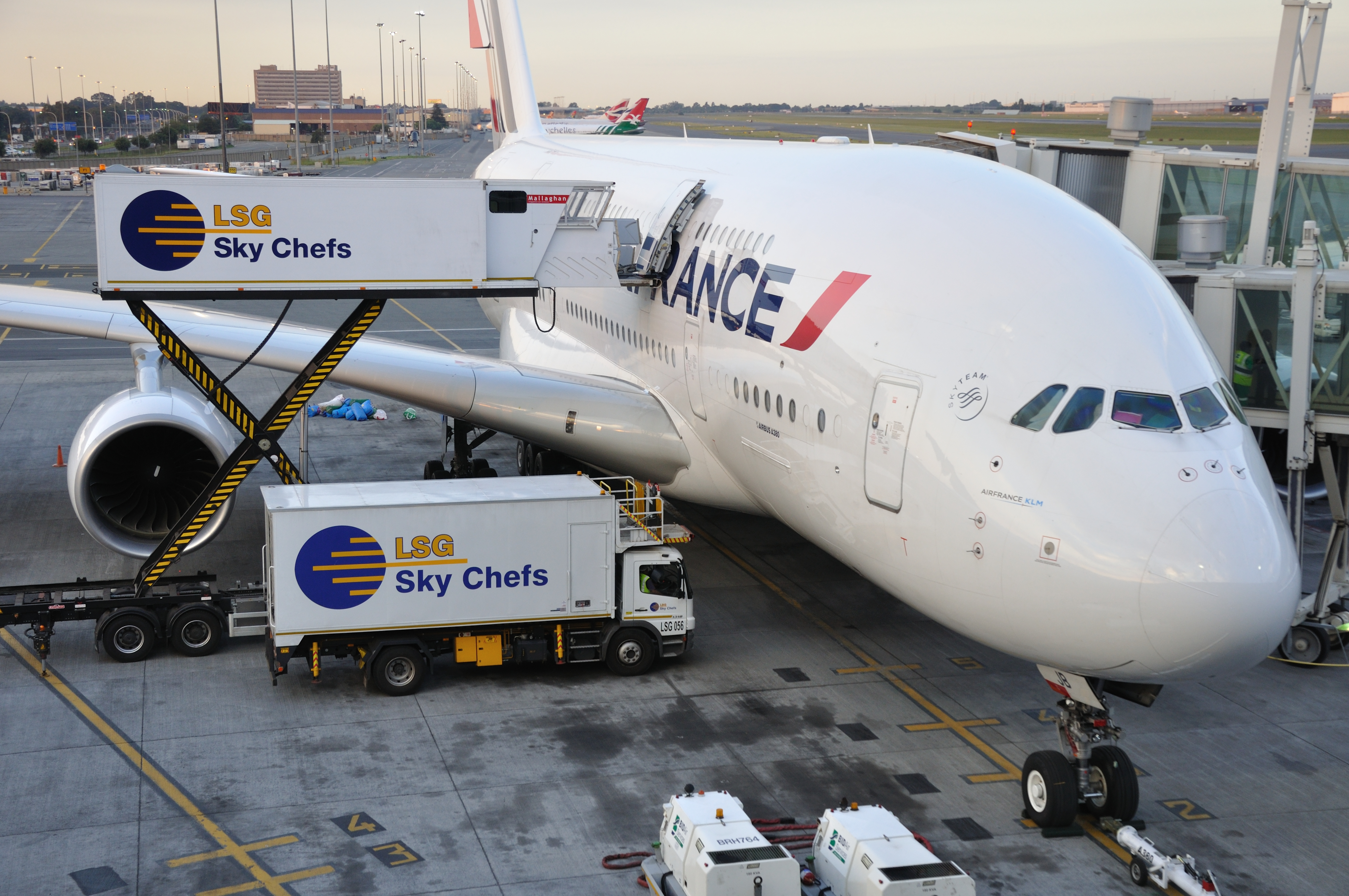
Ein Airbus A380 der Air France wird durch LSG Sky Chefs mit Bordverpflegung beladen
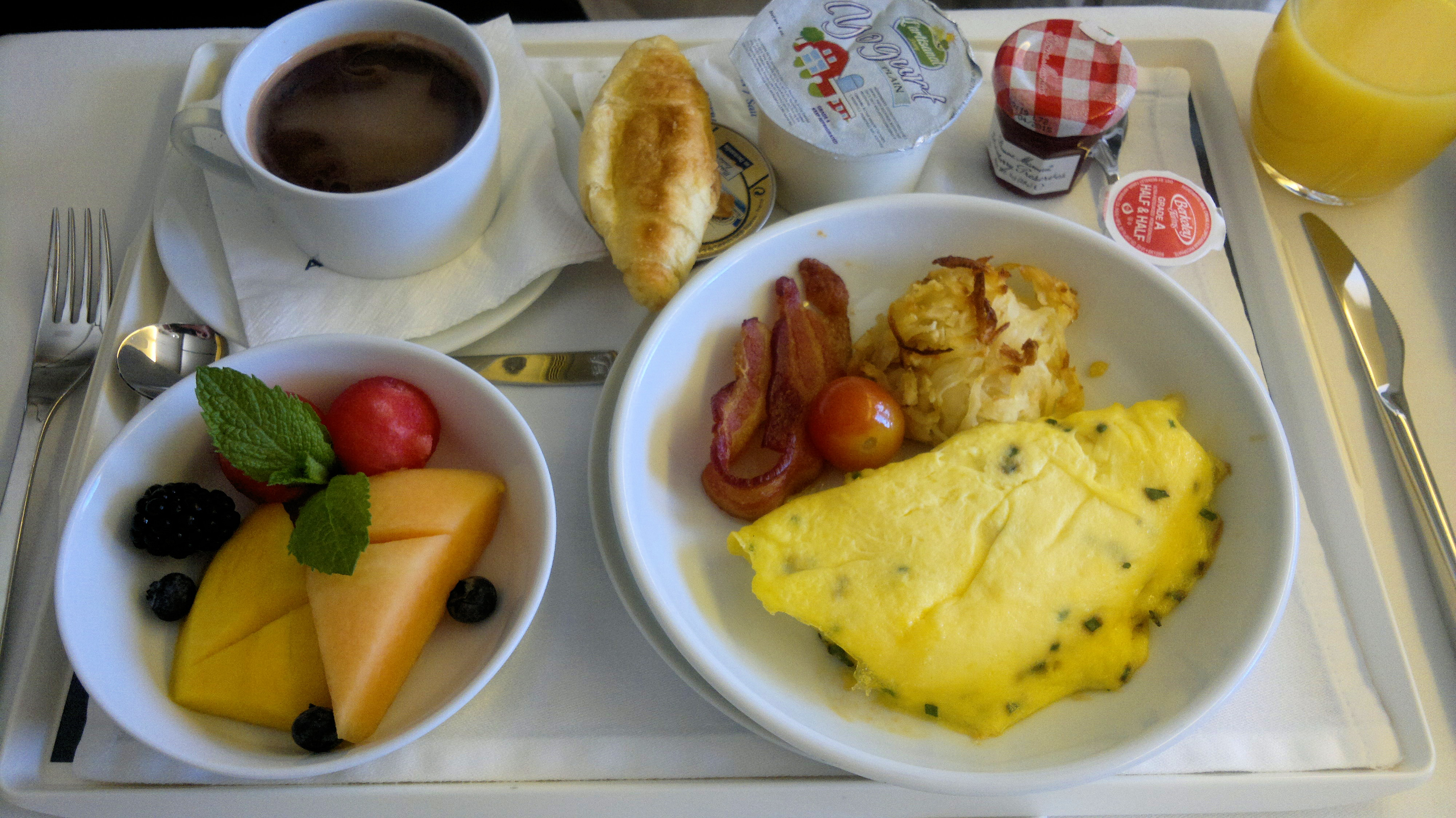
Beispiel für ein Frühstück auf einem Langstreckenflug in der Business-Klasse bei Air France
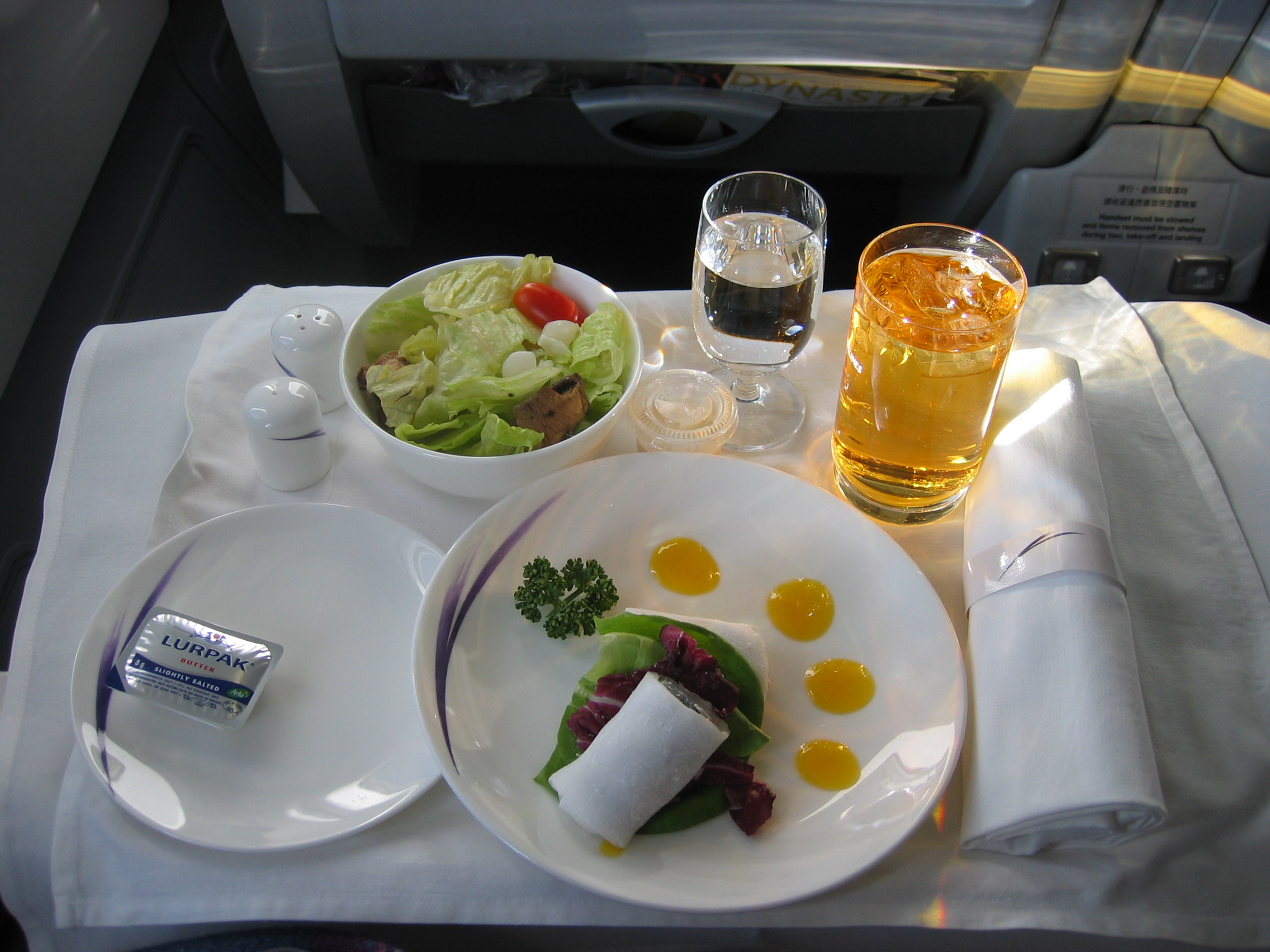
Beispiel für eine Vorspeise auf einem Langstreckenflug in der Business-Klasse bei China Airlines
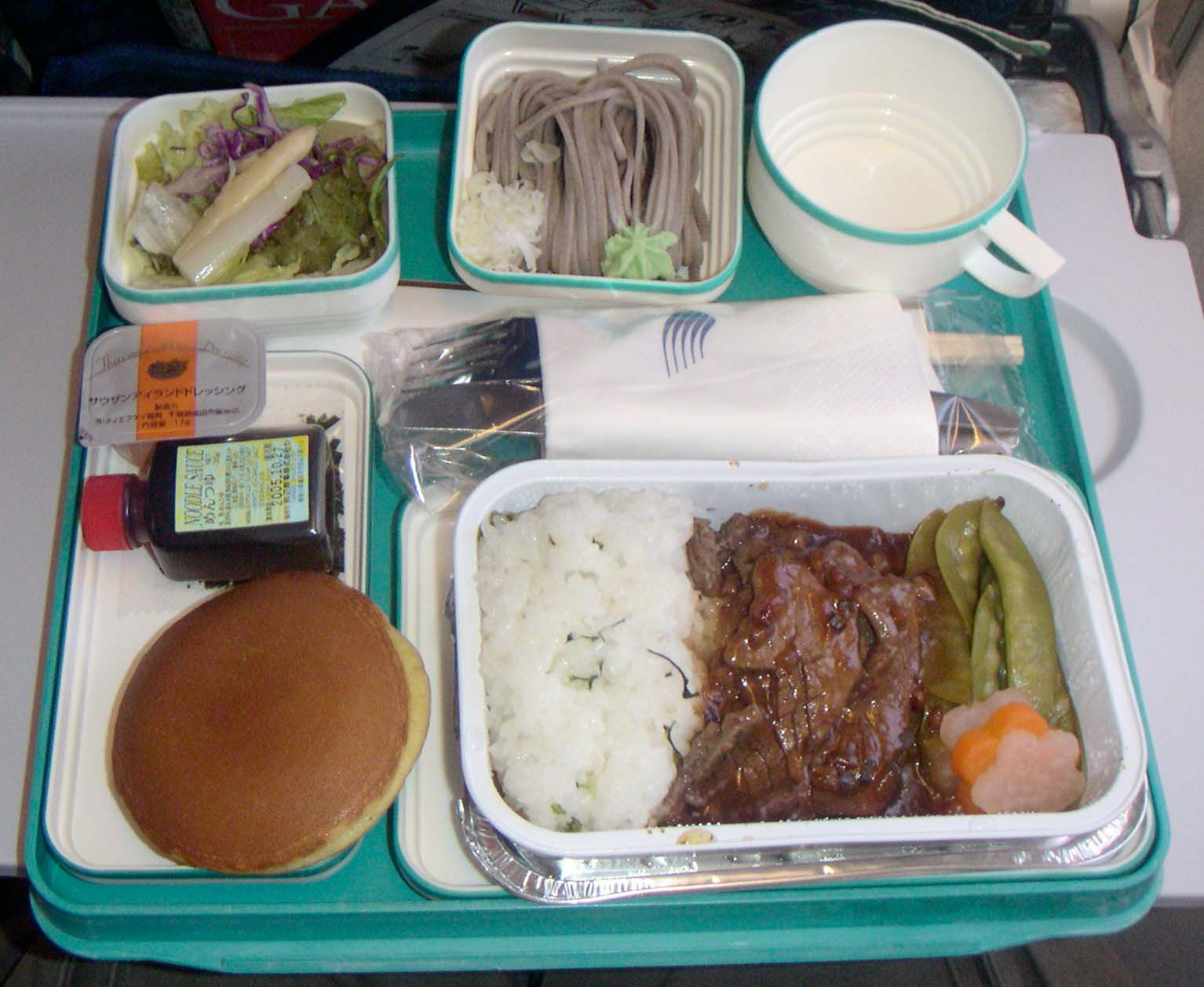
Beispiel für ein Mittagessen auf einem Langstreckenflug in der Economy-Klasse bei Garuda Indonesia
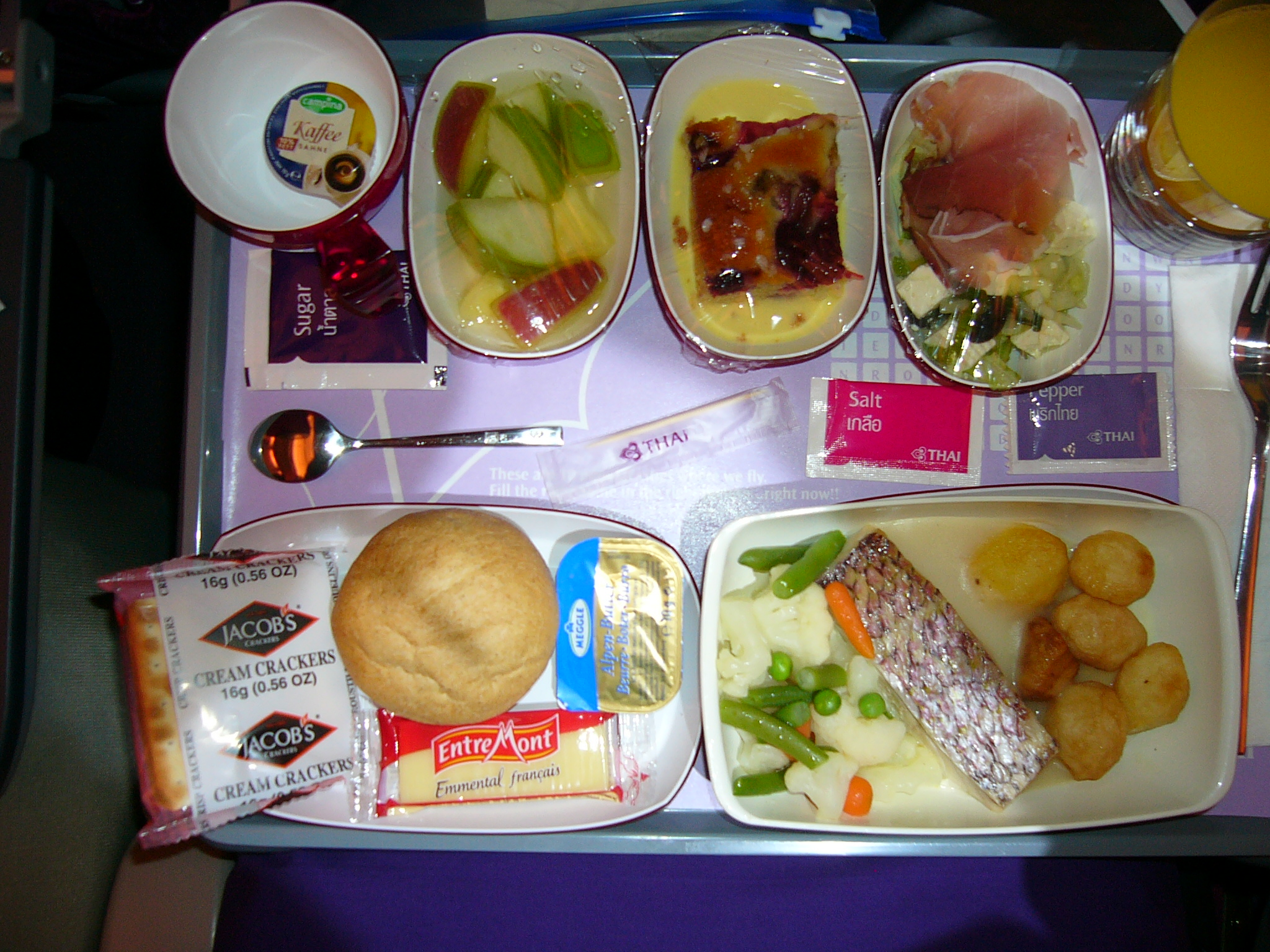
Abendessen der Thai Airways (Economy Class)
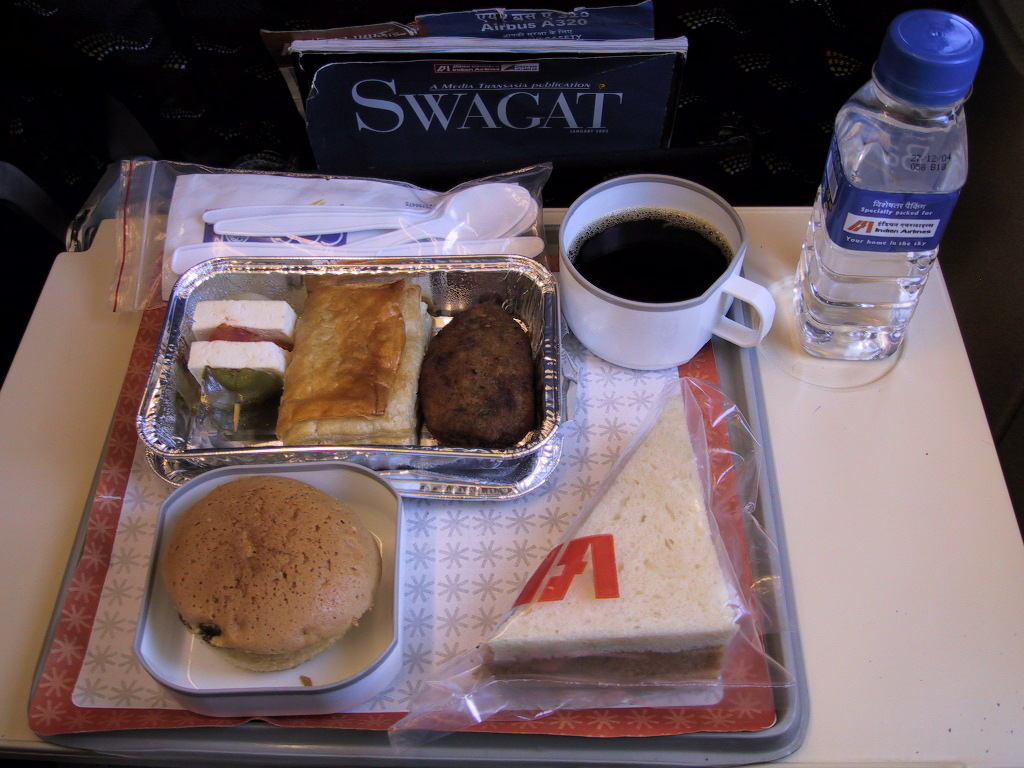
Bordverpflegung der Indian Airlines